# 佐藤首相訪米阻止闘争
佐藤首相訪米阻止闘争（さとうしゅしょうほうべいそしとうそう）は、1969年11月16日 - 17日に行われた新左翼による闘争・事件。警察官487人、一般人65人を負傷させたほか、学生1人が死亡し、近代日本史上最大の2500人超の逮捕者を出し、1967年から続いた学生運動・新左翼運動の高揚に一つの終止符を打った。

## 概要
この年の11月17日は、内閣総理大臣佐藤栄作の訪米予定日であった。佐藤首相の訪米の目的は、日米安全保障条約が期限切れ（以降は自動継続）となる1970年（昭和45年）を目前に控え、安保条約の継続をアメリカと協議することであった。
全共闘・新左翼諸派はこれを阻止する闘争を70年安保の前哨戦(11月決戦)と位置づけ、前月の10.21国際反戦デー闘争に続いて各地で集会・行動を企画した。極左暴力集団は、佐藤首相の訪米を阻止しようと、全国で延べ約7万4,000人（うち、東京で延べ約3万4,000人）を動員して反対闘争に取り組んだ。中核派・解放派等を中心とした武闘派は、佐藤首相の訪米を実力阻止すべく、ゲバルト棒や火炎瓶で武装した行動隊を、東京国際空港に送り込んだ。
11月16日から始まった武闘派の実力闘争は、数百人ずつに分かれて蒲田駅に到着した部隊が、その都度機動隊に個別撃破されるという形になり、羽田闘争等の過去の闘争と比べても完全な敗北に終わった。
警視庁警備本部は、11月17日午前1時に被害状況や押収された凶器の状況を発表。警察の被害として襲撃を受けた警察署2、交番13、警備車5。民間の被害として乗用車など6、路線バス2、消防車1、投石された電車2、投石された銀行1、バリケードを作られた道路10ヶ所。押収された凶器としてダイナマイト1、手製爆弾3、火炎瓶1600余本、石油18リットル、硫酸ビン6、重油4リットル、角材859本などにのぼった。
佐藤首相の訪米は予定通り行われた。

## その他
- 前月の10.21国際反戦デー闘争と合わせた逮捕者数は4000人以上に上り、新左翼の武闘各派は疲弊した。1970年の安保闘争は平穏のうちに終わったが、その大きな要因の一つは武闘各派が逮捕者の救援、保釈金のカンパ等に追われ過激な闘争を手控えていたためである。新左翼の実力闘争が再び活発化するのは1971年に入ってからとなる。
- 女性の逮捕者は246人を数えた。中には和服で偽装し、トランクで火炎瓶を持ち運ぼうとする女性の姿もあった。逮捕者の数は多く、遠く南千住警察署に留置されるケースもあった[2]。
- 1968年から続いた全共闘運動最後の大規模闘争であり、全共闘のOB会では佐藤訪米阻止のシュプレヒコールで盛り上がるという。